# 11848 Paullouka
11848 Paullouka este un asteroid din centura principală de asteroizi.

## Descriere
11848 Paullouka este un asteroid din centura principală de asteroizi. A fost descoperit pe 11 februarie 1988 la Observatorul La Silla de Eric Walter Elst. Asteroidul prezintă o orbită caracterizată de o semiaxă mare de 2,65 ua, o excentricitate de 0,13 și o înclinație de 1,2° în raport cu ecliptica.